# Sarah Chang

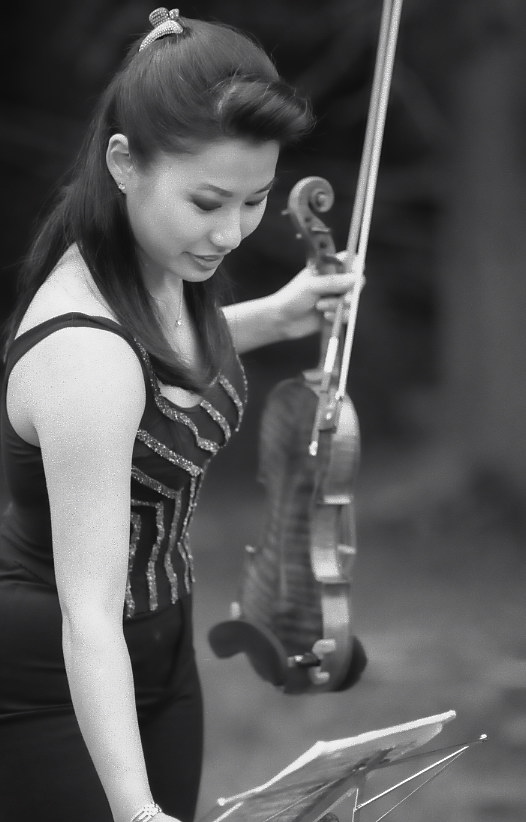
Sarah Chang (2005)

Sarah Chang (장영주; * 10. Dezember 1980 in Philadelphia als Chang Yong-ju) ist eine US-amerikanische Violinistin.

## Leben
Sarah Changs Eltern stammen aus Südkorea. Sie ist nicht mit der koreanischen Cellistin Chang Han-na verwandt. Ihre Violinlehrerin war Dorothy DeLay an der  Juilliard School in New York, an der auch ihr Vater, der Geiger Min-Soo Chang, lernte. Ihre Mutter Myoung Jun Chang ist Komponistin.
Mit vier Jahren begann sie Violine zu spielen, mit fünf trat sie erstmals öffentlich auf. Im Alter von etwa sechs Jahren begann sie am Wochenende in Juilliard zu studieren, unter der Woche ging sie ganz normal weiter in der Vorstadt von Philadelphia zur Schule. Mit acht gab sie ihr Debüt an der Carnegie Hall mit dem New York Philharmonic Orchestra unter Zubin Mehta mit Niccolò Paganinis Konzert Nr. 1. Mit neun machte sie ihre erste Plattenaufnahme.
Sie spielte mit allen führenden Orchestern, so im deutschsprachigen Raum mit den Berliner Philharmonikern und den Wiener Philharmonikern. Ebenso trat sie mit praktisch allen weltbekannten Dirigenten wie Zubin Mehta, Riccardo Muti und Kurt Masur auf. Sie ist auch mit Plácido Domingo gut befreundet. Ihr Besuch in Seoul mit dem London Philharmonic Orchestra 2001 zog 45.000 Konzertbesucher an. Damit wurde das Konzert das bestverkaufte des ganzen Jahres. Außergewöhnlich war auch ein Konzert 2002 in Nordkorea mit einem gemischten nord- und südkoreanischen Orchester.
Im Vorfeld der Olympischen Sommerspiele 2004 lief Sarah Chang mit der olympischen Fackel in New York.

## Instrumente
Sarah Chang besitzt mehrere Violinen, die sie nach eigener Aussage sammelt. Ihr bevorzugtes Instrument ist eine Geige von Guarneri del Gesù aus dem Jahr 1717. Dieses Instrument erwarb sie von Isaac Stern, der das Instrument früher gespielt hatte. Stern war ein Mentor für Chang gewesen, seit sie sechs Jahre alt war. Als sie groß genug geworden war, um eine Geige normaler Größe zu spielen, fragte Stern für sie bei internationalen Händlern nach. Schon am nächsten Tag waren etwa zehn Stradivari- und acht Gesù-Geigen zur Auswahl in New York. Stern und Chang probierten in der Carnegie Hall, die Stern dafür reserviert hatte, zwei Stunden lang alle Instrumente aus, indem zuerst Stern auf ihnen spielte, während Chang im Saal zuhörte, dann dasselbe mit vertauschten Rollen. Schließlich nahm Stern seine eigene Gesù aus seinem Kasten und spielte auf ihr. Chang verliebte sich schlagartig in diese Geige, und Stern war damit einverstanden, sie ihr zu überlassen.

## Auszeichnungen
- 1993 Gramophone Award
- 1993 Echo
- 1994 Auszeichnung Newcomer of the Year bei den International Classical Music Awards
- 1999 Avery Fisher Prize
- 1999 Nan-Pa-Preis von Korea
- 2004 Hollywood Bowl’s Hall of Fame Award als bis dahin jüngste Person
- 2005 Premio Internazionale Accademia Musicale Chigiana in Siena[3]

## Diskografie

### CDs
- 1991 Debüt. Werke von  Sarasate, Elgar und Paganini
- 1993 Johannes Brahms: Ungarische Tänze 1, 2, 4, 7; Peter Tschaikowsky: Violinkonzert op 35. Dirigent: Colin Davis
- 1994 Niccolo Paganini: Violin Concerto No. 1; Camille Saint-Saëns: Havanaise und Introduction und Rondo. Orchester: Philadelphia Orchestra, Dirigent: Wolfgang Sawallisch
- 1996 Édouard Lalo: Symphonie Espagnole; Henri Vieuxtemps: Violinkonzert Nr. 5. Orchester: Concertgebouw-Orchester (Lalo)/Philharmonia Orchestra (Vieuxtemps), Dirigent: Charles Dutoit
- 1997 Simply Sarah. (nur in den USA erschienen)
- 1998 Felix Mendelssohn Bartholdy, Jean Sibelius: Violinkonzerte. Orchester: Berliner Philharmoniker, Dirigent: Mariss Jansons
- 1999 Sweet Sorrow. Werke von Vitali, Gluck, Brahms, Lalo, Vieuxtemps, Paganini, Sibelius, Liszt, Tschaikowsky, Saint-Saëns, diverse Orchester, Dirigenten, Instrumentalbegleiter
- 1999 Richard Strauss: Violinkonzert und Violinsonate. Symphonieorchester des Bayerischen Rundfunks, Dirigent und Klavier: Wolfgang Sawallisch
- 2000 Karl Goldmark: Violinkonzert op. 29. Orchester: Gürzenich-Orchester, Dirigent: James Conlon
- 2001 Fire and Ice. Werke von Sarasate, Massenet, Ravel, Beethoven, J. S. Bach, Orchester: Berliner Philharmoniker, Dirigent: Plácido Domingo
- 2002 Antonín Dvořák, Peter Tschaikowsky: Streichsextette (mit anderen Künstlern) Souvenir de Florence
- 2003 Classical Legends. Kompilation mit Sarah Chang und anderen Künstlern
- 2004 Französische Violinsonaten.  Klavier: Lars Vogt
- 2004 Ralph Vaughan Williams: Sinfonien. Disc 4: The Lark Ascending. Dirigent: Bernard Haitink
- 2005 Meisterwerke der Kammermusik. Kompilation mit Sarah Chang und anderen Künstlern, 3 CD
- 2005 Andrew Lloyd Webber: Phantasie/Woman in White.
- 2006 Dmitri Schostakowitsch: Violinkonzert Nr. 1; Sergej Prokofieff: Violinkonzert Nr. 1. Orchester: Berliner Philharmoniker, Dirigent: Simon Rattle
- 2007 Antonio Vivaldi: Die vier Jahreszeiten
- 2009 Max Bruch und Brahms: Violinkonzerte

Alle Aufnahmen sind bei der Firma EMI erschienen.

### DVDs
- Berliner Philharmoniker Europakonzert
- Europakonzert 1995
- Waldbühne Berlin, 1. Juli 2001, Berliner Philharmoniker, Placido Domingo